# Jan Blaha
Jan Blaha (ur. 12 marca 1938 w Brnie, zm. 13 grudnia 2012 tamże) – czeski duchowny rzymskokatolicki, biskup Kościoła podziemnego w Czechosłowacji

## Życiorys
Z wykształcenia chemik. Wyświęcony na księdza rzymskokatolickiego 12 lipca 1967 roku przez arcybiskupa augsburskiego, Josefa Stimpfla. 28 października 1967 roku potajemnie konsekrowany na biskupa przez Petera Dubovskýego.
W Czechosłowackiej Republice Socjalistycznej był jednym z duchownych tajnej wspólnoty katolickiej Koinótés, którą założył w 1964 roku Felix Maria Davídek.
Po 1988 roku opiekował się potajemnie grupą wiernych w Brnie. Był księdzem w parafii rzymskokatolickiej Niepokalanego Poczęcia Najświętszej Maryi Panny w Brnie-Křenové.